# デヴィッド・ウー
デヴィット・ウー（呉大維、英: David Wu、1966年10月2日 - ）はアメリカ合衆国生まれの台湾・香港のタレント・俳優。

## 経歴
アメリカ合衆国マサチューセッツ州で生まれ育つ。CSのスター・プラスで『チャイニーズTOP20』という番組のMCを務めていた。歌番組のパーソナリティをやる一方で台湾、香港で俳優活動も行っていた。『今夜星光燦爛』で第8回香港電影金像奨最優秀新人賞を受賞している。現在はアメリカ中心の生活をしているという。

## 出演作品

### 映画
- ラストエンペラー (1986)
- ガンメン 狼たちのバラッド (1988)
- 今夜星光燦爛 (1989)
- タイガー・コネクション (1990)
- グッバイ・ヒーロー (1990)
- アンディ・ラウ/武闘派列伝 (1990)
- バストロイド 香港大作戦!! (1991)
- 宝島・トレジャー・アイランド (1993)
- さらば、わが愛/覇王別姫 (1993)
- フル・スロットル/烈火戦車 (1995)
- 花の影 (1996)
- 喝采の扉 虎度門 (1996)
- 鬼が来た! (2000)
- ジェイ・チョウを探して (2003)
- スー・チーin ミスター・パーフェクト (2003)
- 5顆子弾～Gun Of Mercy (2008) ※2008東京・中国映画週間で上映

### TVドラマ
- 恋・愛・都・市 恋がしたい (2004)
- バスケットボール・トライブ (2005)

### TV番組
- チャイニーズ・トップ20